# 일산 초등학생 납치 미수 사건
일산 초등학생 납치 미수 사건(一山初等學生拉致未遂事件)은 2008년 3월 26일에 경기도 고양시에서 이명철(당시 41세, 남성)이 강 모(某) 어린이(당시 9세, 여성)을 아파트 엘리베이터에서 폭행하고 납치하려다 미수에 그친 사건이다.

## 사건 경위
2008년 3월 26일 15시 44분쯤 경기도 고양시 대화동 한 아파트에서 강 모 어린이가 엘리베이터를 탄 후, 50대로 보이는 한 남자가 아이를 뒤따라 들어왔다. 남자는 아이를 강제로 엘리베이터에서 끄집어 내려고 했고 아이가 반항하자 흉기로 위협하며 폭행하였다. 남자는 엘리베이터 문이 열리자 아이의 머리채를 잡고 끌어 내었다. 강 모 어린이는 "살려달라"고 비명을 질렸고 비명 소리를 들은 이웃 여대생이 3층으로 뛰어 올라갔다. 인기척을 느낀 남자는 아이를 3층에 두고 계단으로 4층에 올라가 엘리베이터를 타고 1층으로 내려가 도망쳤다.

## 축소 수사 의혹
피해 어린이를 구한 이웃 주민은 엘리베이터에서 내려 도망가는 범인을 목격하고 경찰에 신고하였다. 그러나 현장에 도착한 지구대원은 피해 어린이의 가족만 조사하고 목격자는 조사하지도 않았다. 범인의 얼굴이 선명하게 찍힌 CCTV 화면을 보고서도 목격자가 없는 단순 폭행 사건으로 분류해 경찰서에 보고하였다. 다음날 현장에 도착한 담당 형사는 CCTV 화면도 확보하지 않고 지문도 조사하지 않았다. 이에 분노한 피해 강 모 어린이의 부모는 수배 전단지를 직접 만들어 주변 아파트 일대에 배포하였다.

## SBS 보도와 영향
CCTV 화면을 입수한 SBS는 3월 30일 《8시 뉴스》에 단독으로 보도하였다. 윤현진 앵커는 "9살짜리 초등학생 여자 아이가 아파트 승강기에서 납치될 뻔하다가 가까스로 빠져나왔다"며 "진지한 고민 끝에 문제의 폭행 장면과 범인의 얼굴이 나오는 화면을 공개한다"고 설명하였다.
보도가 나간 후 경찰청 홈페이지를 비롯한 인터넷 게시판에 경찰의 안일한 대응에 분노한 시민들이 올린 글이 빗발쳤다. 이명박 대통령과 정당들도 경찰을 비판하였다. 3월 31일 이 대통령은 일산 경찰서를 직접 방문하여, "경찰이 이래서 되겠나. 범인을 빨리 잡으라"라며 강력히 질책하였다.

## 용의자 검거
2008년 3월 31일 동거녀의 신고로 용의자 이명철이 검거되었다. 경찰은 사건 당일 이명철이 지하철 3호선 수서역에서 내린 사실을 확인하였다. 수서역 부근 상점 등을 집중적으로 수색하여 20시 30분쯤 서울특별시 대치동 한 사우나에서 용의자를 검거하였다.
이명철은 사건 당일 술을 마시고 무작정 지하철을 탔으며, 종점인 대화역에서 내려 인근 아파트 단지까지 들어갔다고 말하였다. 아파트 단지를 배회하다 마주친 피해 어린이가 여러 차례 힐끗 쳐다보자 성폭행을 할 목적으로 뒤쫓아가 폭행하며 납치를 시도했다고 진술하였다. 한편 이명철은 미성년자를 상습적으로 강간한 혐의로 징역 10년을 선고받고 2년 전 출소한 것으로 알려졌다.
이 후, 이명철은 의정부지방법원 고양지원으로부터 징역 15년을 선고받고 구속 수감되었으나, 이후 서울고등법원에서 열린 항소심 선고 공판에서 징역 8년으로 감형되었다. 그리고 2009년 2월 12일 대법원은 그에게 징역 8년을 선고한 원심을 확정하였다.
이명철은 2016년 4월 2일 출소한 것으로 알려지며, 재판 당시는 전자발찌 제도 도입 바로 직전이라 전자발찌 착용 명령이 떨어지지 않았지만, 지금은 전자발찌 소급제도가 생겨서 현재 착용하고 있을 가능성도 있다.

## 같이 보기
| - 반사회성 범죄 - 성범죄 | - 문귀동 사건 |